# Doris Machin
Doris Machin (Nueva Jersey; 27 de febrero de 1967) es una cantante, compositora, conferencista, autora y pastora estadounidense. En 1999 fundó el centro de música y ministerial Glory Worship Institute  en Florida.

## Biografía
Doris Machin nació y creció en West New York, un pequeño pueblo de Nueva Jersey, en un hogar cubano compuesto por sus padres y tres hermanos. En la escuela superior estudió música coral por cuatro años. Al finalizar, inició una carrera en leyes pero, antes de concluir el primer año, decidió dejar los estudios y se unió a su padre en el negocio de la familia.
A su vez, en 1988 comenzó a cantar y a tocar el teclado en la iglesia Misionera Pregoneros de Justicia, en Newark, New Jersey. Tiempo después pasó a dirigir el grupo de alabanza de esa comunidad.
A los 28 años se trasladó a la ciudad de Miami junto a sus padres y se incorporó a la iglesia Pregoneros de Justicia, en la ciudad de Hialeah. Al tiempo, pasó a ser parte de la iglesia El Rey Jesús, donde fue ordenada como Ministro.

### Carrera y discografía
En 1990, Doris Machin grabó su primer proyecto "Entregada a Cristo", con el que comenzó una organización llamada Ministerio Nueva Canción (New Song Ministries, Inc.). Dos años después (1992), lanzó "Más Que Vencedor". En 1996, bajo el sello Vida Music, lanzó "Tu Palabra Guardaré", disco que fue grabado en vivo desde la ciudad de Bayamón, Puerto Rico. Al año siguiente (1997), Vida Music produjo su cuarto disco "Gracia y Misericordia", que incluía las canciones “Te Necesito”, “Anoche Soñé” y “El Que Ama Mi Alma”, entre otras.
Paralelamente a su carrera como cantante, en 1999 fundó Glory Worship Institute, un centro de formación musical y ministerial en el sur de Florida que brinda capacitación en el aspecto técnico musical y también en el área espiritual. En ese año creó también Glory Music Group, Inc., sello con el que varios grupos musicales (como Blest, La Hormiga, 20/20, Shanna y Poll, entre otros) se han dado a conocer. A través de su propio sello lanzó, en 1999, “Nueva Criatura” y, en 2002, “Queremos Tu Gloria”, disco que fue grabado en vivo en el Ministerio El Rey Jesús en la ciudad de Miami, EE. UU. 
En el año 2004 Doris dio inicio a una nueva etapa de su vida como pastora de El Tabernáculo de Adoración en Miami. En 2005 salió a la venta su disco “Mírame” y, en 2006, nació “A Solas Contigo”. Además, en 2007 publicó su primer libro, “Adoración Apostólica” donde se desarrollan conceptos basados en experiencias relatadas en la Biblia.
Luego de varios años sin lanzamiento, en 2014 editó su último disco "La Ola del espíritu".
Durante sus 25 años de carrera Doris Machin ha cantado ante diferentes audiencias de los Estados Unidos, Europa, América Latina y el Caribe.

## Discografía
- 1990: Entregada a Cristo
- 1992: Más que vencedor
- 1996: Tu palabra guardaré
- 1997: Gracia y misericordia
- 1999: Nueva criatura”
- 2002: Queremos tu Gloria (En vivo)
- 2005: Mírame
- 2006: A solas contigo
- 2014: La Ola del espíritu

## Premios y nominaciones
En 1994 fue premiada como Cantante Femenina del Año y Ministerio Internacional en los premios “El Elyon”, donde, además, el proyecto Más Que Vencedor fue nominado en la categoría de Disco del Año. También ha estado nominada en los Premios; “Tu música” de Puerto Rico y en los Grammys.
En el 2004 fue nominada a “Premios La Conquista”, California y ganó como Mejor Álbum Vocal Femenino en los “Premios Arpa”, México. En 2014 también fue nominada a los Premios Arpa, en la misma categoría.